# Abd-Al·lah Morvarid
Abd-Al·lah Morvarid al-Kirmani Xihab-ad-Din ibn Xams-ad-Din Muhàmmad (mort 1516) fou un cortesà timúrida i poeta i músic fill de Muhammad Morvarid que fou visir d'Abu-Saïd i d'Husayn Baykara i que estava casat amb una filla del també visir timúrida Muzaffar Shabankara de Karabagh (mort 1486).
Va ser servidor proper de Hussayn Bayqara, del que primer fou sadr (nomenat poc després de pujar al tron el 1470); després fou escrivà per cartes i documents oficials i encarregat del segell reial; durant els anys que Kawam al-Din Nizam al-Mulk fou visir (1486-1498) es va retirar de la vida pública, però a la caiguda del visir va retornar al servei del kan i va rebre el rang d'emir i el privilegi de ser el primer dels emirs que podia posar segell propi als documents; va rebre altres funcions com ara organitzar l'enterrament d'Alí Xir el 1500.
Mort Bayqara el 1506 es va tornar a retirar i va morir el 1516.